# Калинов (аэродром)
Аэродром Калинов — военный аэродром, расположен в селе Калинов Самборского района Львовской области, в 7,5 км северо-восточнее города Самбор, Украина. Именуется также как аэродром Самбор.

## История аэродрома
На аэродроме базировались:
- с 1944 года по февраль 1946 года на аэродроме базировался 628-й истребительный авиационный полк из состава 10-го истребительного авиационного Ростовского корпуса ПВО на самолётах Як-9, Як-7б и Р-39 «Аэрокобра». Полк расформирован на аэродроме 31 января 1946 года[1][2];
- с 1944 года по 28 июня 1960 года на аэродроме базировался 961-й истребительный авиационный полк ПВО из состава 10-го истребительного авиационного Ростовского корпуса ПВО на самолётах P-40 Kittyhawk, Як-9, МиГ-15 и МиГ-17. После расформирования 10-го иак ПВО полк входил в состав 121-й истребительной Ростовской авиационной дивизии ПВО. 28 июня 1960 года расформирован на аэродроме[3][4];
- в период с октября 1951 года по 18 апреля 1960 года — 845-й истребительный авиационный Рижский Краснознаменный полк 131-й истребительной авиационной Новгородской Краснознамённой дивизии на самолётах Як-17, МиГ-15 и МиГ-17[5];
- с октября 1951 года — 484-й истребительный авиационный Брестский Краснознамённый полк, входивший в состав 131-й истребительной авиационной Новгородской Краснознаменной дивизии, на самолётах МиГ-15 и МиГ-17. Полк расформирован на аэродроме 16 июня 1961 года[6];
- в период с октября 1984 года по 1988 год — 368-й отдельный штурмовой авиационный полк на Су-25. В 1986 году две из трех эскадрилий убыли в Афганистан и заменили летный состав 378-го ошап в Баграме (Афганистан). В Афганистане полк потерял пять летчиков. Одному из них, Павлюкову К. Г., посмертно присвоено звание Герой Советского Союза. После возвращения из Афганистана полк перебазирован на аэродром Чортков;
- в период с ноября 1959 года по 1 января 1992 года — 340-й военно-транспортный Бреславский авиационный полк, переформированный 17 ноября 1959 года в 340-й отдельный вертолётный Бреславский полк. С 1 января 1992 года в составе ВВС Украины;
- в период с июня 1988 года по 1 января 1992 года — 335-й отдельный вертолётный полк, прибывший из Афганистана (Джелалабад). С 1 января 1992 года в составе ВВС Украины;
- в период с 22 октября 1990 года по 1 января 1992 года — 238-й отдельный вертолётный полк, выведенный из Чехословакии (Слиач (Зволен)) на вертолётах Ми-8 ТВ, МТ (1990—1992) и Ми-24 В, П (1990—1992). С 1 января 1992 года в составе ВВС Украины.